# Општина Малаја (Валча)
Малаја (рум. Malaia) општина је у Румунији у округу Валча.
Oпштина се налази на надморској висини од 934 m.